# Thomas Carmoy
Thomas Carmoy (16 februari 2000) is een Belgische atleet en militair, die gespecialiseerd is in het hoogspringen en het hordelopen. Hij werd in 2019 Europees kampioen hoogspringen bij de U20 en veroverde elf Belgische titels.

## Loopbaan
Carmoy behaalde bij de jeugd verschillende titels in het hoogspringen in het hordelopen. HIj nam in 2016 bij het hoogspringen deel aan de Europese kampioenschappen U18, waar hij een zesde plaats behaalde in de finale. Het jaar nadien  werd hij op de Europese kampioenschappen U20 zevende in de finale.
Begin 2018 behaalde Carmoy zijn eerste Belgische indoortitel door Bram Ghuys te verslaan met een Belgisch juniorenrecord. Hij nam dat jaar ook deel aan de wereldkampioenschappen U20, waar hij achtste werd in de finale. In 2019 verlengde hij, opnieuw met een juniorenrecord, zijn indoortitel.
In juli 2019 werd hij in Borås Europees kampioen U20 in het hoogspringen.
Carmoy is aangesloten bij Cercle Royal Athlétique de Charleroi (CRAC). Hij is topsporter in het Belgisch leger.

## Kampioenschappen

### Internationale kampioenschappen
| Onderdeel    | Titel                 | Jaar |
| ------------ | --------------------- | ---- |
| hoogspringen | Europees kampioen U20 | 2019 |

### Belgische kampioenschappen
Outdoor
| Onderdeel    | Jaar                         |
| ------------ | ---------------------------- |
| hoogspringen | 2019, 2020, 2021, 2022, 2023 |

Indoor
| Onderdeel    | Jaar                              |
| ------------ | --------------------------------- |
| hoogspringen | 2018, 2019, 2020, 2021, 2022 2023 |

## Persoonlijke records
Outdoor
| Onderdeel    | Prestatie | Datum        | Plaats  |
| ------------ | --------- | ------------ | ------- |
| hoogspringen | 2,29 m    | 25 juni 2023 | Chorzów |

Indoor
| Onderdeel    | Prestatie | Datum        | Plaats   |
| ------------ | --------- | ------------ | -------- |
| 60 m horden  | 7,68 s    | 2 maart 2019 | Gent     |
| hoogspringen | 2,29 m    | 5 maart 2023 | Istanbul |

## Palmares
hoogspringen
- 2016: 6e EK U18  te Tbilisi – 2,07 m
- 2017:  BK AC – 2,11 m
- 2017: 7e EK U20 te Grossetto  – 2,17 m
- 2018:  BK indoor AC – 2,19 m
- 2018: 8e WK U20 te Tampere  – 2,19 m
- 2019:  BK indoor AC – 2,21 m
- 2019:  EK U20 te Boras – 2,22 m
- 2019:  BK AC – 2,20 m
- 2020:  BK indoor AC – 2,23 m
- 2020:  BK AC – 2,25 m
- 2021:  BK indoor AC – 2,25 m
- 2021:  EK indoor te Toruń – 2,26 m
- 2021:  BK AC – 2,23 m
- 2022:  BK indoor AC – 2,19 m
- 2022: 6e WK indoor – 2,28 m
- 2022:  BK AC – 2,17 m
- 2023:  BK indoor AC – 2,20 m
- 2023:  EK indoor te Istanbul – 2,29 m
- 2023:  EK voor landenteams te Chorzów – 2,29 m
- 2023:  Stockholm Bauhaus Athletics - 2,20 m
- 2023:  BK AC – 2,20 m
- 2024: 4e EK in Rome – 2,26 m
- 2024: 19e in kwal. OS in Parijs – 2,20 m
- 2025: 12e in kwal. EK indoor te Apeldoorn – 2,18 m

## Onderscheidingen
- 2019: Gouden Spike voor beste mannelijke belofte